# تی‌وی‌آر تی۳۵۰
تی‌وی‌آر تی۳۵۰ (TVR T۳۵۰) خودرویی است که در سال‌های ۲۰۰۲–۲۰۰۶تولید شده‌است.
موتور آن ۳۶۰۵ سی‌سی سیستم جعبه‌دندهٔ آن ۵ دنده به صورت دستی است.